# Silent Night Fever
Silent Night Fever — дебютний альбом шведської групи Dimension Zero, виданий у 2002 році на лейблах Century Media та Regain Records. Назва платівки є грою слів від назви фільму Джона Траволти Лихоманка суботнього вечора (англ. Saturday Night Fever).
Альбом було видано після шести років публікацій демо-записів та EP, над якими учасники колективу працювали у вільний від основних формацій час. Музична стилістика альбому відповідала раннім зразкам гетеборзького мелодійного дез-металу, зі значно більшим впливом грайндкору та меншою часткою британського важкого металу нової хвилі.
Незважаючи на відсутність комерційного успіху, альбом здобув багато позитивних відгуків, які посприяли тому, що Dimension Zero почали роботу над ще однією платівкою. Бонус треком, призначеним для японських слухачів, на Silent Night Fever стала кавер-версія пісні The Beatles «Helter Skelter».

## Список пісень
| #  | Назва                         | Тривалість |
| -- | ----------------------------- | ---------- |
| 1. | «Silent Night Fever»          | 3:20       |
| 2. | «The Murder-Inn»              | 3:01       |
| 3. | «Through the Virgin Sky»      | 4:29       |
| 4. | «Your Darkest Hour»           | 4:08       |
| 5. | «Not Even Dead»               | 3:59       |
| 6. | «They Are Waiting to Take Us» | 3:50       |
| 7. | «Until You Die»               | 3:45       |
| 8. | «End»                         | 2:58       |
| 9. | «Slow Silence»                | 2:04       |

| Додатковий трек для Японії | Додатковий трек для Японії           | Додатковий трек для Японії |
| #                          | Назва                                | Тривалість                 |
| -------------------------- | ------------------------------------ | -------------------------- |
| 10.                        | «Helter Skelter» (The Beatles cover) | 3:00                       |

## Список учасників
- Йоке Єтберг — вокал
- Єспер Стремблад — гітара, бас-гітара
- Гленн Юнгстрем — гітара
- Ганс Нільссон — ударні